# Casey Mittelstadt
Casey Mittelstadt, född 22 november 1998, är en amerikansk professionell ishockeycenter som spelar för Boston Bruins i National Hockey League (NHL). Han draftades i första rundan som åttonde spelare totalt av Buffalo Sabres i NHL Entry Draft 2017.
Middlestadt föddes i Edina, Minnesota men växte upp i Eden Prairie, Minnesota.

## Statistik

### Klubbkarriär
| 2014–15    | Eden Prairie High School       | MSHSL      | 25  | 22 | 25  | 47  | 12  | 2  | 2 | 1 | 3 | 0 |
| 2015–16    | Eden Prairie High School       | MSHSL      | 25  | 22 | 37  | 59  | 16  | 3  | 6 | 3 | 9 | 0 |
| 2015–16    | U.S. National Development Team | USHL       | 2   | 2  | 0   | 2   | 2   | —  | — | — | — | — |
| 2016–17    | Eden Prairie High School       | MSHSL      | 25  | 21 | 43  | 64  | 8   | 2  | 1 | 4 | 5 | 0 |
| 2016–17    | Green Bay Gamblers             | USHL       | 24  | 13 | 17  | 30  | 2   | —  | — | — | — | — |
| 2017–18    | University of Minnesota        | B1G        | 34  | 11 | 19  | 30  | 10  | —  | — | — | — | — |
| 2017–18    | Buffalo Sabres                 | NHL        | 6   | 1  | 4   | 5   | 2   | —  | — | — | — | — |
| 2018–19    | Buffalo Sabres                 | NHL        | 77  | 12 | 13  | 25  | 10  | —  | — | — | — | — |
| 2019–20    | Buffalo Sabres                 | NHL        | 31  | 4  | 5   | 9   | 2   | —  | — | — | — | — |
| 2019–20    | Rochester Americans            | AHL        | 36  | 9  | 16  | 25  | 6   | —  | — | — | — | — |
| 2020–21    | Buffalo Sabres                 | NHL        | 41  | 10 | 12  | 22  | 10  | —  | — | — | — | — |
| 2021–22    | Buffalo Sabres                 | NHL        | 40  | 6  | 13  | 19  | 4   | —  | — | — | — | — |
| 2022–23    | Buffalo Sabres                 | NHL        | 82  | 15 | 44  | 59  | 22  | —  | — | — | — | — |
| 2023–24    | Buffalo Sabres                 | NHL        | 62  | 14 | 33  | 47  | 28  | —  | — | — | — | — |
| 2023–24    | Colorado Avalanche             | NHL        | 18  | 4  | 6   | 10  | 4   | 11 | 3 | 6 | 9 | 2 |
| 2024–25    | Colorado Avalanche             | NHL        | 63  | 11 | 23  | 34  | 20  | —  | — | — | — | — |
| 2024–25    | Boston Bruins                  | NHL        | 18  | 4  | 2   | 6   | 4   | —  | — | — | — | — |
| NHL totalt | NHL totalt                     | NHL totalt | 438 | 81 | 155 | 236 | 106 | 11 | 3 | 6 | 9 | 2 |

### Internationellt
| År            | Lag           | Turnering     | Resultat      |    | Matcher | Mål | Assist | Poäng | Utv |
| ------------- | ------------- | ------------- | ------------- | -- | ------- | --- | ------ | ----- | --- |
| 2016          | USA           | U18           | 3             | 7  | 4       | 5   | 9      | 2     |     |
| 2016          | USA           | IH18          | 2             | 4  | 3       | 4   | 7      | 4     |     |
| 2018          | USA           | JVM           | 3             | 7  | 4       | 7   | 11     | 2     |     |
| Junior totalt | Junior totalt | Junior totalt | Junior totalt | 18 | 11      | 16  | 27     | 8     |     |